# Шаснур
Шаснур (рос. Шаснур) — улус Окинського району, Бурятії Росії. Входить до складу Сільського поселення Саянського.
Населення —  50 осіб (2015 рік). 